# Chiese di Grosseto

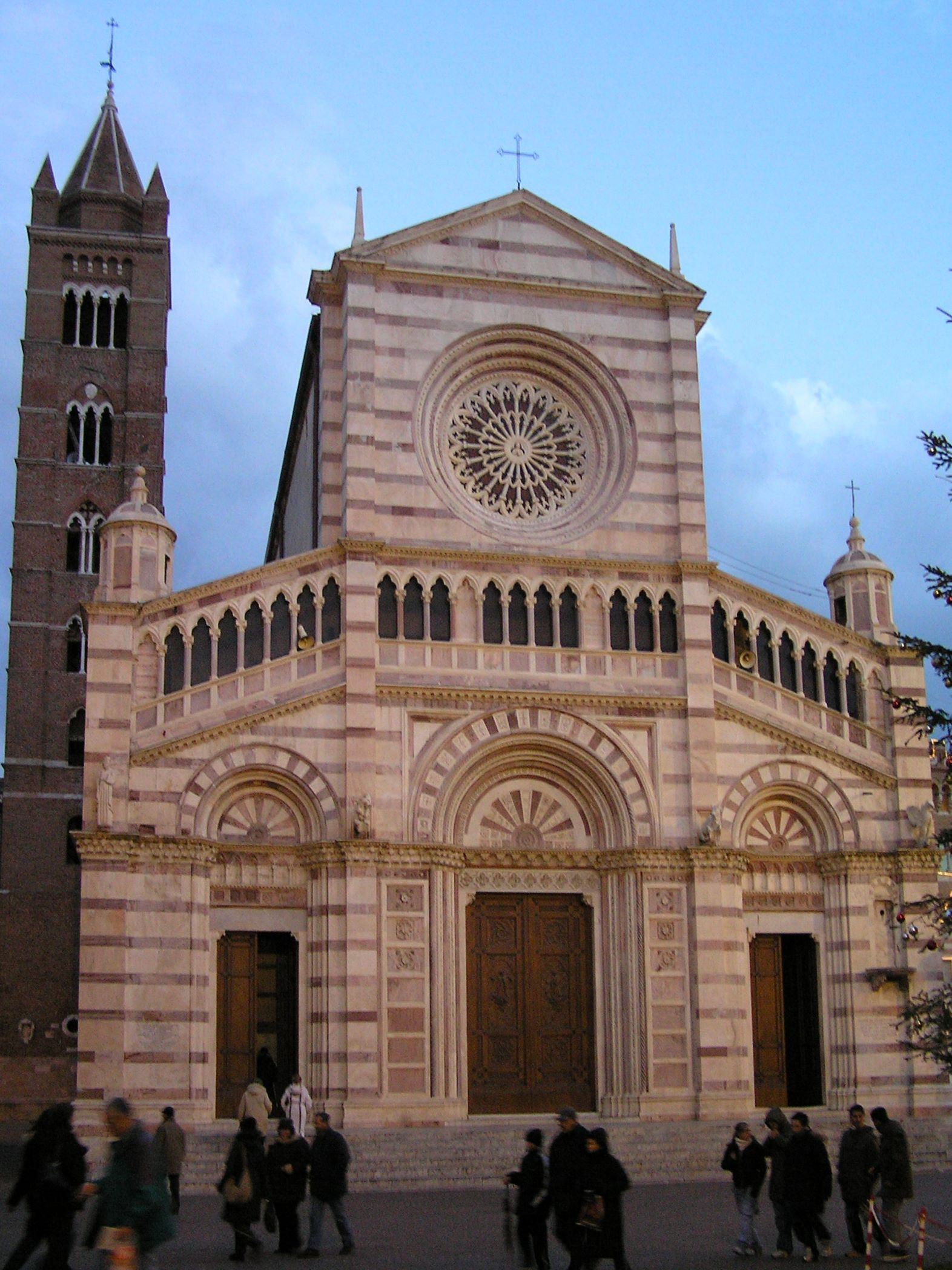
La cattedrale di San Lorenzo

Elenco e breve descrizione delle chiese situate nel comune di Grosseto. Tutte le chiese ubicate nel territorio comunale appartengono alla diocesi di Grosseto, fatta eccezione unicamente per l'oratorio della Madonna della Pace ai Cerri Alti che è incluso nella diocesi di Pitigliano-Sovana-Orbetello.

## Chiese parrocchiali
- Cattedrale di San Lorenzo, o semplicemente duomo di Grosseto, è situata nella principale piazza della città ed è stata edificata tra il 1294 e il 1302 su progetto dell'architetto Sozzo di Rustichino, nel luogo dove precedentemente sorgeva l'alto-medievale pieve di Santa Maria. Lavori di completamento furono poi effettuati tra il 1330 e il 1340, ed infine la struttura fu rifatta nel XVI secolo ad opera di Anton Maria Lari. Ulteriori ristrutturazioni tra il 1840 e il 1865 hanno successivamente modificato l'aspetto rinascimentale dell'edificio, nel tentativo di riportarlo alle primitive forme medievali. Nel 2013 è stata realizzata sul fianco destro della chiesa una pedana in marmo per l'accesso ai disabili. La facciata si presenta sulla scorta del gusto di matrice romanica per la bicromia bianco-rossa (marmo rosso di Caldana) e per le forme goticheggianti; su di essa sono poste le statue dei quattro evangelisti, risalenti al XIV secolo, un bel rosone centrale con la raffigurazione del Redentore, due chioschetti cinquecenteschi laterali, un ballatoio con colonnine originarie, un timpano con immagini religiose (1897) dell'artista Leopoldo Maccari. All'interno sono conservate alcune pregevoli opere, tra cui: un'acquasantiera del 1506; un fonte battesimale di Antonio Ghini; le due vetrate realizzate su disegno di Benvenuto di Giovanni raffiguranti la prima Isaia e Michea, l'Annunciazione, i santi Pietro apostolo e Gerolamo, le sante Caterina d'Alessandria e Maria Maddalena, la seconda la Fede e la Speranza, i santi Michele arcangelo, Giovanni Battista, Bartolomeo apostolo, Ludovico, Lorenzo e Sebastiano; un Crocifisso ligneo policromo della seconda metà del XV secolo; due angeli reggi-candelabro di Domenico Arrighetti; infine, la venerata Madonna delle Grazie, nella cappella sinistra del transetto, parte centrale di una tavola di Matteo di Giovanni, databile al 1470. Molte delle opere d'arte originariamente situate nel duomo sono oggi conservate nel museo d'arte sacra della diocesi di Grosseto.[2][3][4][5] La parrocchia di San Lorenzo conta circa 2 200 abitanti.[6]
- Chiesa di San Francesco, situata nell'omonima piazza del centro storico, è stata consacrata nel 1289 quando ne presero possesso i francescani, a seguito della riedificazione dell'edificio sul luogo di una più antica chiesa dedicata a San Fortunato e appartenente ai benedettini, i quali l'abbandonarono nel 1230. Lavori di ristrutturazioni successive hanno in parte modificato l'aspetto originario e agli inizi del XX secolo fu ricostruito il campanile, rialzato di un piano, danneggiato da un fulmine nel 1917. Sulla facciata è posto un piccolo rosone e sopra al portale una lunetta con l'affresco di Giuseppe Casucci raffigurante i santi Francesco d'Assisi e Lorenzo. All'interno, tra le varie opere, spicca soprattutto il Crocifisso ligneo duecentesco con dubbia attribuzione, oscillante tra Duccio di Buoninsegna, il Maestro di Badia a Isola e Guido di Graziano.[7] Addossato al lato sinistro della chiesa si trova il convento con il chiostro, caratterizzato dalla presenza del cinquecentesco pozzo della Bufala.[8][9] La parrocchia di San Francesco conta circa 2 500 abitanti.[10]
- Chiesa di San Giuseppe, chiesa parrocchiale dell'omonima zona del quartiere di Barbanella, è stata costruita dal 1935 al 1940, su progetto dell'ingegnere Ernesto Ganelli. La consacrazione ufficiale fu tenuta il 14 aprile 1940. Si presenta in un monumentale stile neoromanico.[11] La parrocchia di San Giuseppe conta circa 8 000 abitanti.[12]
- Chiesa di San Giuseppe Benedetto Cottolengo, chiesa parrocchiale dei quartieri ad est del centro storico, è stata costruita tra il 1946 e il 1951 in stile neoromanico. La consacrazione ufficiale fu tenuta il 29 aprile 1951.[13] La parrocchia del Cottolengo conta circa 5 850 abitanti.[14]
- Basilica del Sacro Cuore di Gesù, imponente chiesa situata lungo viale della Pace, fu fortemente voluta dal vescovo Paolo Galeazzi a ricordo delle vittime del bombardamento di Grosseto del 26 aprile 1943. Eretta in parrocchia il 2 febbraio 1949, iniziò la sua attività già dal 2 ottobre dello stesso anno nei locali della casa canonica prima e dell'asilo infantile poi. Il 12 giugno 1954 iniziarono i lavori della chiesa, su progetto di Ernesto Ganelli ed eseguiti dalla ditta Egisti. La consacrazione fu effettuata il 26 aprile 1958. La facciata è preceduta da una gradinata ed è interamente rivestita in travertino: su di essa sono poste le quattro statue in bronzo degli evangelisti realizzate da Tolomeo Faccendi. Sul fianco destro si eleva il campanile di 75 metri a forma ottagonale, mentre l'intero edificio è sovrastato dalla cupola poligonale di 55 metri, rivestita in rame, con una pregevole lanterna sovrastata da una statua dorata di Gesù a braccia aperte che simboleggia il Sacro Cuore. L'interno si caratterizza per le opere in bronzo dello scultore Faccendi e per la cripta in ricordo delle vittime del bombardamento con la tomba in marmo del vescovo Galeazzi.[15] La parrocchia del Sacro Cuore conta circa 10 000 abitanti.[16]
- Chiesa di Santa Lucia vergine e martire, chiesa parrocchiale del quartiere Barbanella, è stata costruita nel 1968 su progetto degli architetti Ilo Dati, Franco Mazzucchi e Egisto Pierotti. La benedizione e la consacrazione dell'altare ebbero luogo il 4 ottobre 1969.[17] La parrocchia di Santa Lucia conta circa 7 300 abitanti.[18]
- Chiesa di Maria Santissima Addolorata, chiesa parrocchiale di Gorarella, è stata costruita a partire dal 1969, con la benedizione della prima pietra dell'allora amministratore apostolico Primo Gasbarri. Il progetto è opera dell'architetto Carlo Boccianti e i lavori sono stati eseguiti dalla ditta Egisti, sotto la direzione dell'ingegnere Giovanni Minelli. La chiesa è stata consacrata nel 1971 da monsignor Gasbarri, divenuto vescovo in quello stesso anno.[19] La parrocchia dell'Addolorata conta circa 10 000 abitanti.[20]
- Chiesa del Santissimo Crocifisso, chiesa parrocchiale situata nei pressi della Cittadella dello Studente, è stata costruita tra il 1969 e il 1971, su progetto dell'architetto Carlo Boccianti. All'interno conserva una pregevole via Crucis (1979) dell'artista Arnaldo Mazzanti.[21] La parrocchia del Santissimo Crocifisso conta circa 5 000 abitanti.[22]
- Chiesa della Santa Famiglia, chiesa parrocchiale della Sugherella, è stata costruita a partire dal 1983 e consacrata nell'aprile del 1989 da monsignor Adelmo Tacconi, su progetto dell'ingegnere Pisaneschi. Il 21 maggio 1989 accolse papa Giovanni Paolo II che vi celebrò la Messa.[23] La parrocchia della Santa Famiglia conta circa 10 000 abitanti.[24]
- Chiesa di Beata Teresa di Calcutta, chiesa parrocchiale del quartiere Cittadella, è stata benedetta nel 2017 ed attualmente si tratta dell'edificio religioso più moderno della città. La parrocchia di Beata Madre Teresa conta circa 6 000 abitanti.[25]
- Chiesa di Santa Maria, chiesa parrocchiale della frazione di Alberese, è stata costruita negli anni trenta del XX secolo su progetto dell'ingegnere Enzo Fedi e consacrata nel 1936. L'edificio si presenta in stile neoromanico. La parrocchia di Alberese conta circa 1 300 abitanti.[26]
- Pieve di San Martino, chiesa parrocchiale di Batignano, risale al periodo altomedievale, ma ha subito varie ristrutturazioni nel corso dei secoli che ne hanno modificato l'aspetto originale. All'interno conserva una statua lignea di san Michele arcangelo del XVII secolo, originaria dell'oratorio dedicato al santo oggi perduto; due tele ottocentesche raffiguranti san Giuseppe e l'Immacolata Concezione; le reliquie di padre Giovanni Nicolucci. La parrocchia di Batignano conta circa 740 abitanti.[27]
- Chiesa di San Guglielmo di Aquitania, chiesa parrocchiale della frazione di Braccagni, è stata consacrata nel 1940 ed elevata a parrocchia l'anno successivo. L'edificio è stato oggetto di restauro nel 2014. La parrocchia di Braccagni conta circa 1 450 abitanti.[28]
- Chiesa di San Salvatore, chiesa parrocchiale della frazione di Istia d'Ombrone, risale al XII secolo e ha subito radicali rifacimenti tra la fine del XIV e i primi del XV secolo. Agli inizi del XX secolo è stata rifatta in stile neoromanico. Conserva all'interno una quattrocentesca scultura lignea di scuola senese, un dipinto coevo della Madonna col Bambino di Giovanni di Paolo e il dipinto L'incontro di sant'Anna e san Gioacchino alla Porta Aurea di Vincenzo Tamagni del 1528. La parrocchia di Istia d'Ombrone conta circa 1 400 abitanti.[29]
- Chiesa di San Rocco, chiesa parrocchiale di Marina di Grosseto, è stata progettata dall'ingegnere Ernesto Ganelli e consacrata nel 1954. La chiesa ne sostituì una precedente edificata nel 1923 ed intitolata a Santa Maria della Vittoria. L'interno è decorato da mosaici realizzati nel 1958 dall'artista Luciano Favret e da affreschi di Arnaldo Mazzanti degli anni settanta. La parrocchia di Marina di Grosseto conta circa 1 400 abitanti.[30]
- Chiesa di San Niccolò, situata nella frazione di Montepescali, risale all'XI secolo e conserva all'interno un importante ciclo di affreschi di scuola senese datati 1389. In tempi recenti vi è stata posta anche una grande tavola di Matteo di Giovanni del XV secolo che raffigura la Madonna in trono con angeli e santi, che era in origine nell'altra chiesa, dedicata ai Santi Stefano e Lorenzo. La parrocchia di Montepescali conta circa 300 abitanti.[31]
- Chiesa di San Carlo Borromeo, chiesa parrocchiale di Principina Terra, è stata progettata dall'architetto abruzzese Domenico Massimo Scopa nel 2007 e consacrata dal vescovo Franco Agostinelli il 6 dicembre 2009. Prima di allora la parrocchia aveva sede presso la chiesa dell'Annunciazione, cappella gentilizia della storica fattoria di Principina. La parrocchia di Principina Terra conta circa 660 abitanti.[32]
- Chiesa di Santa Maria Goretti, chiesa parrocchiale di Rispescia, è stata progettata dall'architetto Carlo Boccianti e la sua costruzione fu terminata nel 1953. La chiesa è stata consacrata nel 1954. La parrocchia di Rispescia conta circa 1 220 abitanti.[33]
- Chiesa dell'Immacolata Concezione, chiesa parrocchiale della frazione di Roselle, è stata costruita nel 1938 in stile neoromanico. L'interno conserva alcune opere, tra cui la Via Crucis in cemento armato dell'artista Arnaldo Mazzanti. La parrocchia di Roselle conta circa 3 000 abitanti.[34]
- Chiesa di San Vincenzo de' Paoli, situata in località Casotto dei Pescatori, è stata consacrata il 19 aprile 1969, sede di una parrocchia istituita nel 1960 che estende il proprio territorio alle aree rurali nord-occidentali tra la città e le frazioni balneari. La parrocchia conta circa 1 070 abitanti.[35]
- Chiesa di Santa Maria Assunta, chiesa parrocchiale di Nomadelfia, è stata consacrata nel 1989, sede di parrocchia già istituita nel 1962 per iniziativa di don Zeno Saltini. La parrocchia di Nomadelfia conta circa 330 abitanti.[36]

## Chiese minori

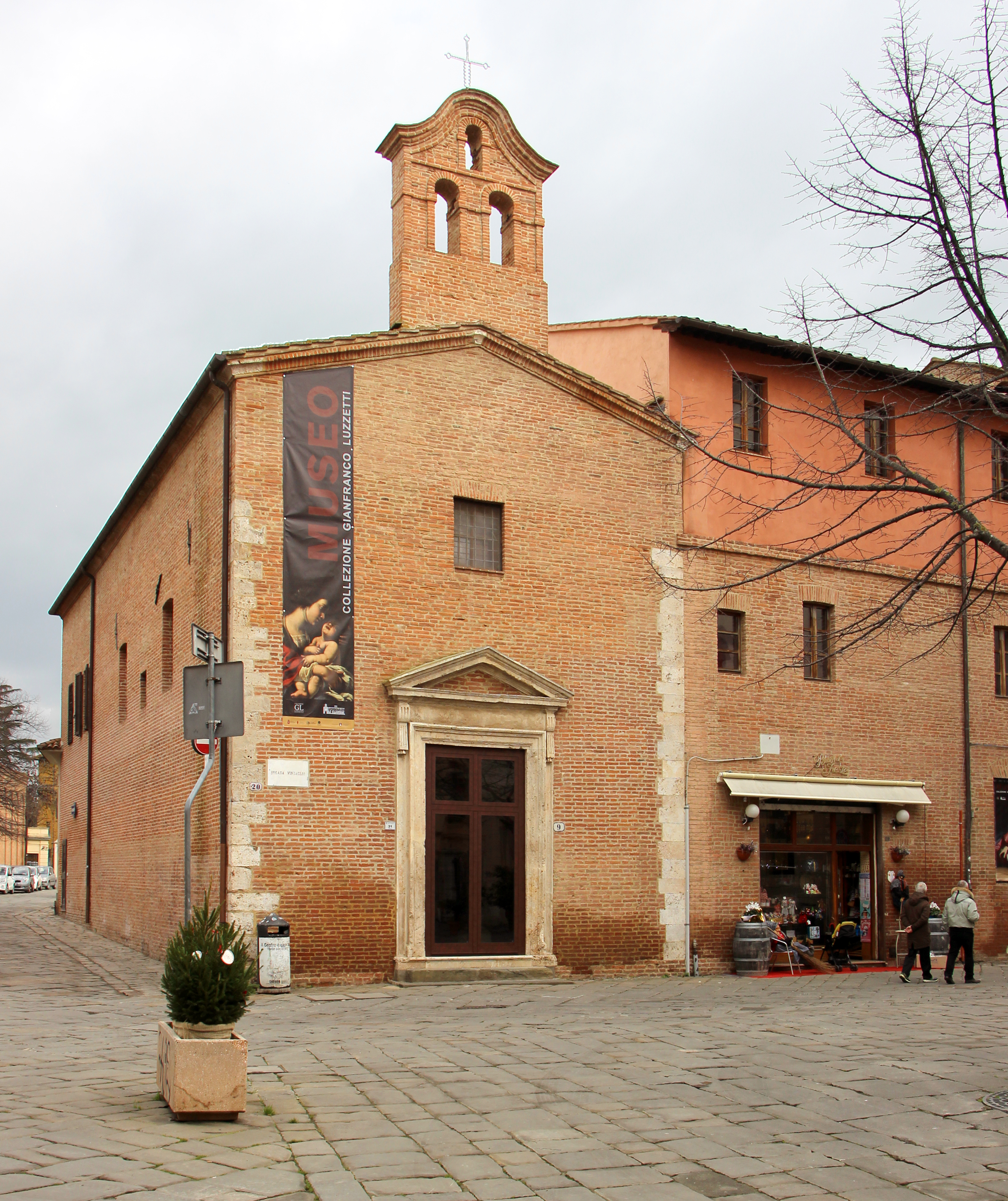
Chiesa dei Bigi

- Chiesa di San Pietro, situata lungo Corso Carducci, è la più antica chiesa di Grosseto. Originariamente posizionata lungo il tragitto dell'antica via Aurelia – che attraversava proprio il centro cittadino – è ricordata nella bolla di Clemente III del 1188. Di semplici e spoglie linee architettoniche, pare risalire originariamente all'VIII secolo, anche se ha subito sostanziosi ampliamenti tra il IX e il XII secolo e l'aspetto attuale è dovuto in parte ad alcuni restauri seicenteschi e settecenteschi, mentre il campanile è stato innalzato nel 1625. Sulla facciata, di fianco alle lesene che delimitano il portale, sono presenti quattro bassorilievi (due per ogni lato), databili tra il periodo bizantino e l'epoca alto-medievale: un bassorilievo raffigura elementi vegetali, su un altro è scolpita una figura umana, mentre gli altri due si caratterizzano per una serie di animali.[37][38]
- Chiesa dei Santi Gherardo e Ludovico, detta dei Bigi, situata in piazza Baccarini a poca distanza dalle chiese di San Pietro e di San Francesco, è stata costruita nel 1585 insieme all'annesso convento delle Clarisse. Sconsacrato agli inizi del XX secolo, è stato restaurato nel 2005 ed ha ospitato in tempi recenti il museolab della città di Grosseto e la sede del corso di archeologia del Polo Universitario Grossetano. Conserva la decorazione in stucco degli altari barocchi opera del luganese Domenico Notari.[39]
- Chiesa della Misericordia, piccolo edificio di culto situato in piazza Martiri d'Istia, è stata costruita tra il 1844 e il 1851, ed ha subito alcuni rifacimenti nel 1868. L'edificio sorge sul luogo dove era situata la più antica chiesa di San Leonardo, demolita nel 1844.[40]
- Chiesa della Medaglia Miracolosa, situata lungo via Roma, è stata costruita agli inizi del XX secolo su progetto dell'ingegnere Ernesto Ganelli, come sede della nuova parrocchia del sobborgo di Porta Nuova. Nel 1937 fu dotata di una nuova campana, ma pochi anni dopo la sede parrocchiale fu trasferita nella monumentale basilica del Sacro Cuore.[41]

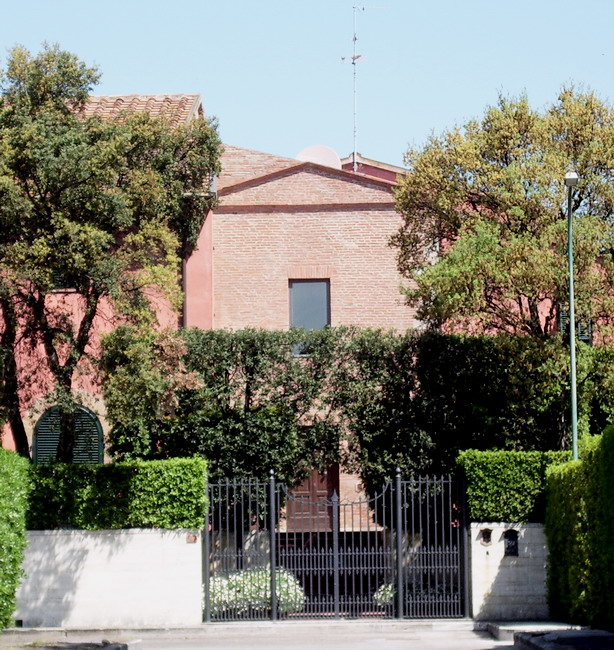
La chiesa di San Giovanni

- Chiesa di Sant'Antonio Abate, situata ad Alberese, è stata costruita nel 1587 come cappella della villa granducale posta su un'altura poco sopra il luogo dove oggi sorge il borgo. Ha svolto le funzioni di chiesa parrocchiale prima della costruzione dell'odierna chiesa di Santa Maria. L'interno è decorato in stile barocco.
- Chiesa della Confraternita di San Giuseppe, situata a Batignano, risale al XVII secolo e all'interno presenta alcune decorazioni in stile barocco.
- Chiesa di San Sebastiano, situata ad Istia d'Ombrone, poco fuori dal centro storico di fronte Porta Grossetana, risale al XII secolo con il titolo di Santo Stefano. Nel XVII secolo l'edificio subì profondi restauri e fu intitolato a San Sebastiano. Dal 1882 fu la chiesa di riferimento per la locale Confraternita della Misericordia, che poi cessò le sue attività durante il secolo scorso.
- Chiesa dei Santi Stefano e Lorenzo, situata a Montepescali, risale al XII secolo. L'interno della chiesa, a navata unica con transetto e copertura a capriate, custodisce alcune opere d'arte di pregio, tra le quali spiccano un affresco rinascimentale di scuola senese raffigurante l'Assunzione della Vergine, un antico fonte battesimale e un Crocifisso collocato sopra l'altare maggiore.
- Chiesa della Madonna delle Grazie, situata a Montepescali, è posta fuori dal paese ed è stata edificata nel corso del XIII secolo, poi ampliata in epoca seicentesca, e poi sconsacrata e privata degli arredi nel corso del Settecento. Attualmente ne sono visibili i ruderi.
- Chiesa di Santa Teresa di Lisieux, situata nella frazione di Principina a Mare, è stata consacrata nel 1968 ed è compresa nel territorio parrocchiale di Marina di Grosseto.
- Chiesa dell'Annunciazione, chiesa gentilizia della fattoria di Principina, è stata costruita nel 1929 dalla famiglia Ponticelli.
- Chiesa di San Benedetto, piccola chiesa situata nella località di Barbaruta, dipende dalla parrocchia di San Vincenzo de' Paoli ed è stata eretta nel 1965.
- Chiesa di Sant'Antonio abate, piccola chiesa situata nella località di Vallerotana, dipende dalla parrocchia di Roselle ed è stata eretta nel 1971.
- Chiesa di San Giovanni, situata a ovest della città in via Orbetello, nel quartiere residenziale Oliveto, fu costruita nel XII secolo nelle vicinanze delle antiche saline presso il lago Prile. Ristrutturata nel XVIII secolo e inglobata successivamente in una proprietà privata, si presenta come in stile romanico e a navata unica a seguito del ridimensionamento subito.
- Chiesa di San Lorenzo al Bagno, situata a Roselle, è stata costruita nel XVII secolo, sconsacrata e trasformata in una locanda in epoca ottocentesca. Dell'originaria struttura rimane un caratteristico campanile a vela che rievoca lo stile barocco in cui venne costruita.

## Abbazie, conventi, santuari

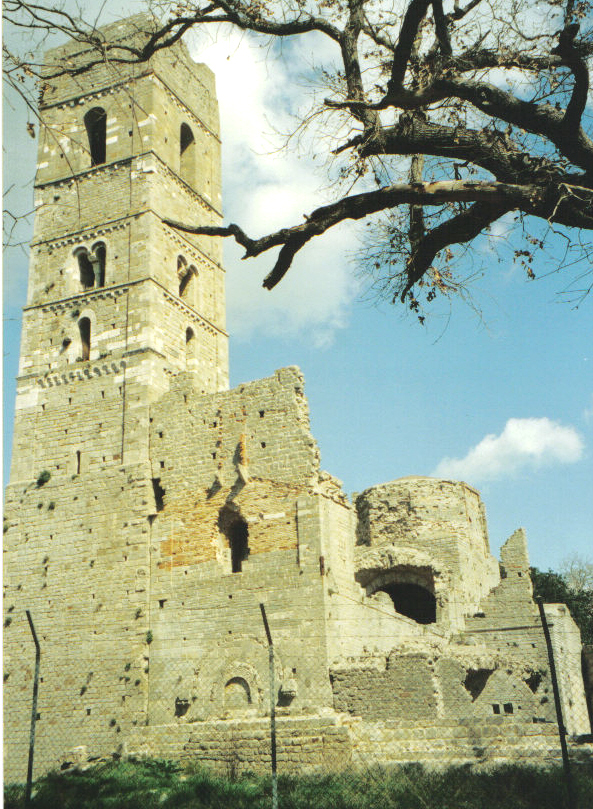
L'abbazia di San Rabano

- Abbazia di San Rabano, situata nel Parco naturale della Maremma ad una altezza di circa 320 metri sul livello del mare, in una sella tra poggio Uccellina (347 m) e poggio Lecci (417 m), è citata per la prima volta in un documento del 1101 come Santa Maria Alborensis. Monastero benedettino, fu ceduto all'ordine dei cavalieri di San Giovanni di Gerusalemme nel 1307, per poi venire definitivamente abbandonato nel XVI secolo in seguito alla costruzione della chiesa di Sant'Antonio Abate ad Alberese. Si presenta oggi sotto forma di imponenti ruderi, che conservano ancora la monumentale torre campanaria.[42]
- Abbazia di San Pancrazio al Fango, situata al limite est del territorio comunale, al confine con quello di Castiglione della Pescaia, poco distante dai Ponti di Badia, su di un'altura nota come Isola Clodia. In epoca romana qui sorgeva una villa, citata anche da Cicerone nel Pro Milone, mentre l'edificazione della chiesa è da far risalire al periodo alto-medievale, come possedimento dell'abbazia di Sant'Antimo, che poi lo cedette all'abbazia di Sestinga nella seconda metà del XII secolo. Attualmente si presenta sotto forma di ruderi.
- Convento delle Clarisse, situato all'imbocco di strada Vinzaglio presso piazza San Francesco, nei pressi della suddetta chiesa; annessa al convento si trova la chiesa dei Bigi. Sia il convento che la chiesa sono attualmente sconsacrati. L'intero complesso si caratterizza per le probabili origini medievali, a cui seguirono una ricostruzione tardo-cinquecentesca e una serie di restauri seicenteschi in stile barocco.
- Convento di Santa Croce, situato fuori dal paese di Batignano, conserva alcuni affreschi, pur essendo stato trasformato in residenza privata dopo il suo abbandono e la conseguente sconsacrazione.
- Convento e convitto femminile Sant'Anna, situato in viale Mameli, nei pressi della stazione ferroviaria, è stato edificato nel 1920, ed in seguito ristrutturato e ampliato su progetto di Ernesto Ganelli nel 1937 e successivamente nel 1954.[43]
- Ex convento di piazza Manescalchi, edificio quattrocentesco, originariamente adibito a struttura convenutale non meglio identificata, si trova nei pressi di Porta Vecchia, affacciandosi col prospetto principale sulla piazzetta e coi prospetti laterali su via San Martino e su via Saffi.
- Romitorio dell'Uccellina, situato all'interno del Parco naturale della Maremma, sui monti dell'Uccellina, si presenta sotto forma di ruderi, con strutture murarie in pietra di epoca medievale, nel cui impianto è visibile la porta di ingresso.
- Romitorio di Santa Maria Maddalena, situato nei boschi attorno a Montepescali, si presenta sotto forma di ruderi con elementi stilistici romanici; fu sede dei Guglielmiti prima del definitivo abbandono avvenuto durante il XVIII secolo.

## Cappelle

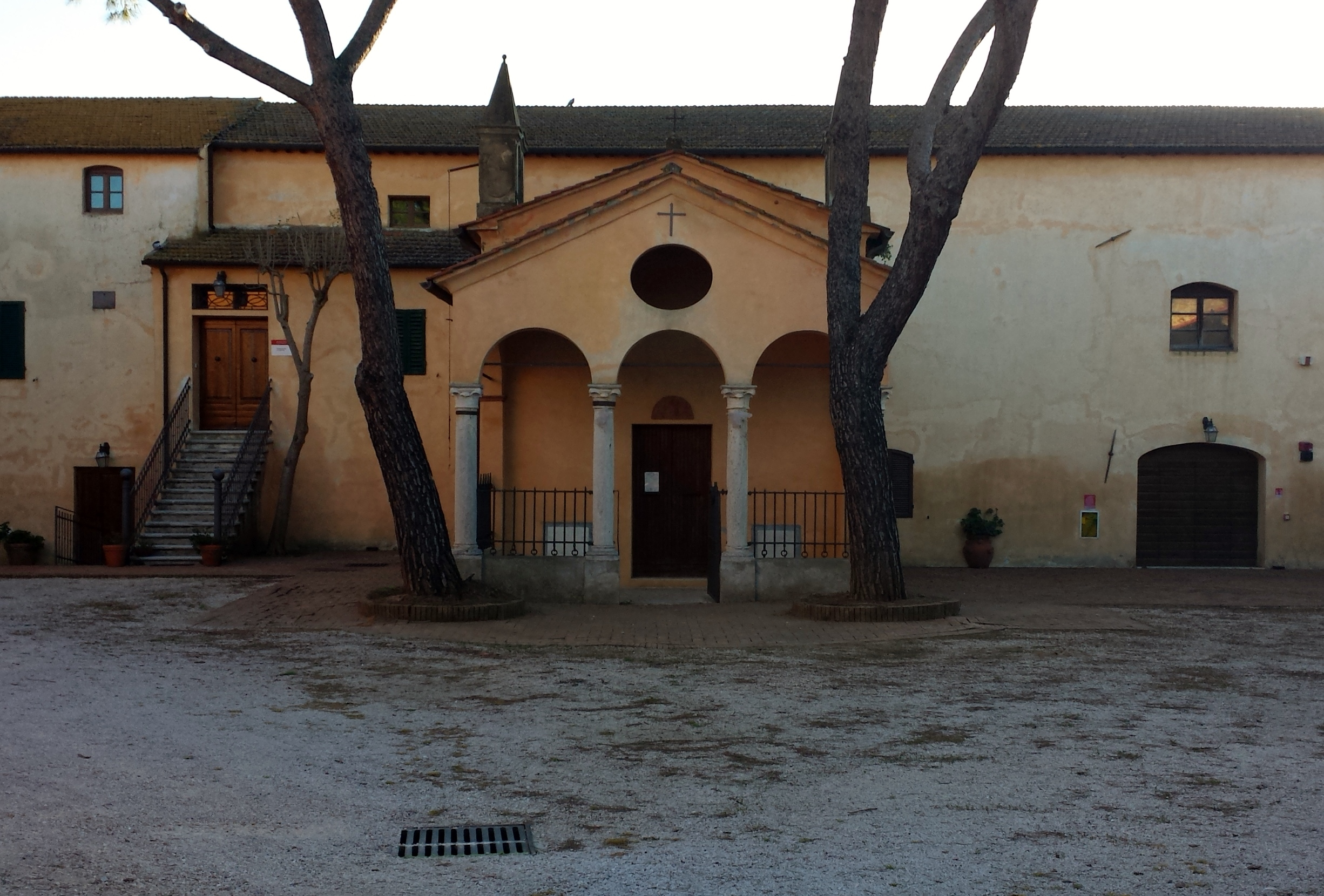
La chiesa di Grancia

- Cappella dell'Ascensione, cappella gentilizia della fattoria di Principina, è stata modificata nei primi anni del XX secolo dai Ponticelli. La chiesetta fu sede della parrocchia di San Carlo Borromeo prima della costruzione della moderna chiesa nel 2009.
- Cappella di Santa Barbara, cappella militare del XVI secolo originariamente dedicata a Santa Lucia, si trova nel cuore del Bastione Fortezza lungo la cinta muraria. Sconsacrata nella seconda metà del XIX secolo, era il luogo in cui venivano tumulati i soldati e le sentinelle.
- Cappella del Cimitero della Misericordia, cappella del cimitero monumentale di Grosseto, è stata edificata nel 1854 ed ospita una campana fusa nel 1820 dai Bontempi di Parma.[44]
- Cappella del Cristo, situata nella località Il Cristo, poco distante da Marina di Grosseto, è stata costruita agli inizi del XX secolo come luogo di culto e di preghiera per i fattori e gli operai che prestavano servizio all'interno della vicina tenuta di San Vincenzo d'Elba.

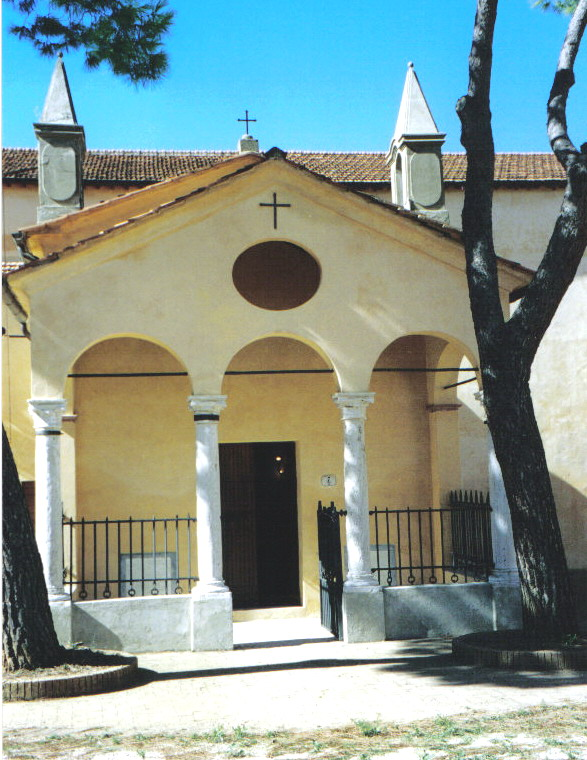
La cappella di Santa Maria a Grancia

- Cappella di Santa Maria, situata presso la fattoria della Grancia, conserva all'interno alcune opere cinquecentesche: in passato vi era situata anche una quattrocentesca Assunzione di Maria di Benvenuto di Giovanni, oggi conservata al Metropolitan Museum di New York.

- Cappella di Santa Maria, situata presso la fattoria di San Mamiliano in località Trappola, era la cappella gentilizia della vasta tenuta che inglobava anche le fattorie San Carlo e della Voltina. Risale al XIX secolo.
- Cappella della Natività di Maria, situata all'interno del Centro Allevamento Quadrupedi, era in passato la cappella gentilizia della fattoria granducale che vi sorgeva. Si presenta ad aula unica a pianta rettangolare.
- Cappella di Santo Stefano, situata nei pressi della strada che collega Grosseto a Principina a Mare, si trova alla fattoria delle Strillaie, nei pressi della tenuta di San Carlo.
- Cappella di Sant'Uberto, cappella gentilizia della fattoria Acquisti, nelle campagne di Braccagni, è stata costruita negli anni venti del XX secolo per volere delle famiglie Guicciardini e Corsi-Salviati, proprietarie della tenuta.
- Oratorio della Madonna della Pace, situato nella località rurale dei Cerri Alti, o Cerralti, è stato costruito nel 1929 su probabile cappella precedente, e si tratta dell'unica chiesa del comune non appartenente alla diocesi di Grosseto: essendo ubicata nel territorio parrocchiale della chiesa di Sant'Isidoro a Preselle, l'edificio religioso appartiene alla diocesi di Pitigliano-Sovana-Orbetello.

Tra le altre cappelle del territorio comunale si ricordano la cappella del Convitto femminile Sant'Anna, dell'Ospedale, della casa di cura di via Don Minzoni, della casa di riposo Francesco Ferrucci, la cappella del seminario vescovile, la cappella del collegio Enaoli di Rispescia, la cappella del centro salesiano Pier Giorgio Frassati e la cappella dell'Istituto Santa Elisabetta. Infine sono menzionare le numerose cappelle private situate nei cimiteri della Misericordia e di Sterpeto, alcune delle quali di valore storico-architettonico, e la cappella dei caduti, presso il cimitero di Istia d'Ombrone.

## Cimiteri
Cimiteri monumentali

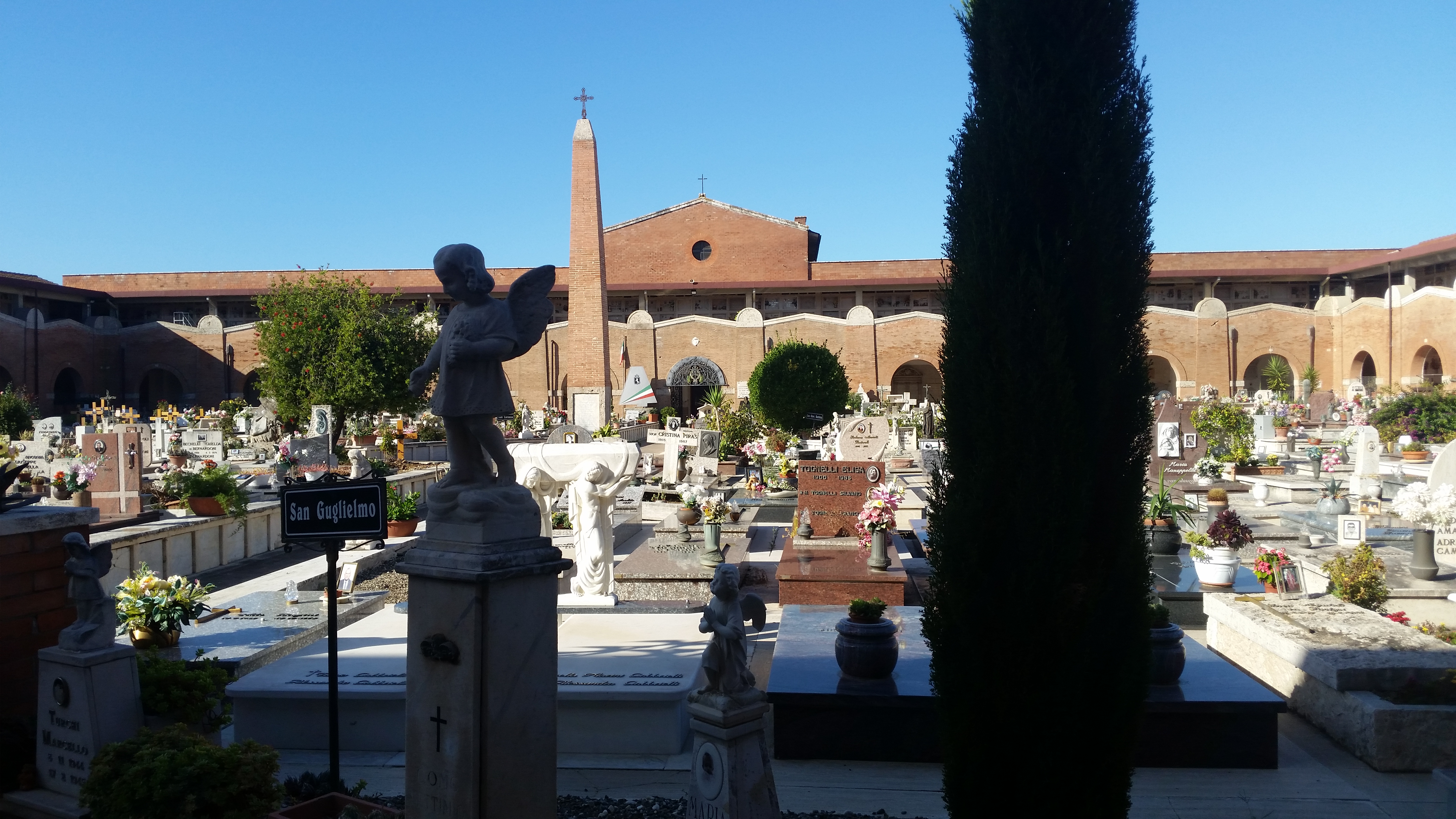
Cimitero della Misericordia

- Cimitero della Misericordia di Grosseto, storico cimitero di Grosseto, è stato realizzato a partire dal 1854 e si trova in Via Aurelia Nord, a ridosso della stazione ferroviaria. Di competenza dell'Arciconfraternita della Misericordia, conserva al suo interno pregevoli cappelle monumentali e vi sono sepolte alcune personalità illustri, tra le quali lo scrittore Luciano Bianciardi[46][47][48].
- Cimitero di Sterpeto, principale cimitero comunale della città, è stato costruito a più riprese a partire dalla fine del XIX secolo e attualmente è in fase di ampliamento. Le strutture originarie sono dovute all'architetto Lorenzo Porciatti. Tra i notabili sepolti, vi è il repubblicano Randolfo Pacciardi[49].

Cimiteri di circoscrizione
- Cimitero di Alberese
- Cimitero di Batignano
- Cimitero di Braccagni
- Cimitero di Istia d'Ombrone
- Cimitero di Montepescali

## Confessioni non cattoliche

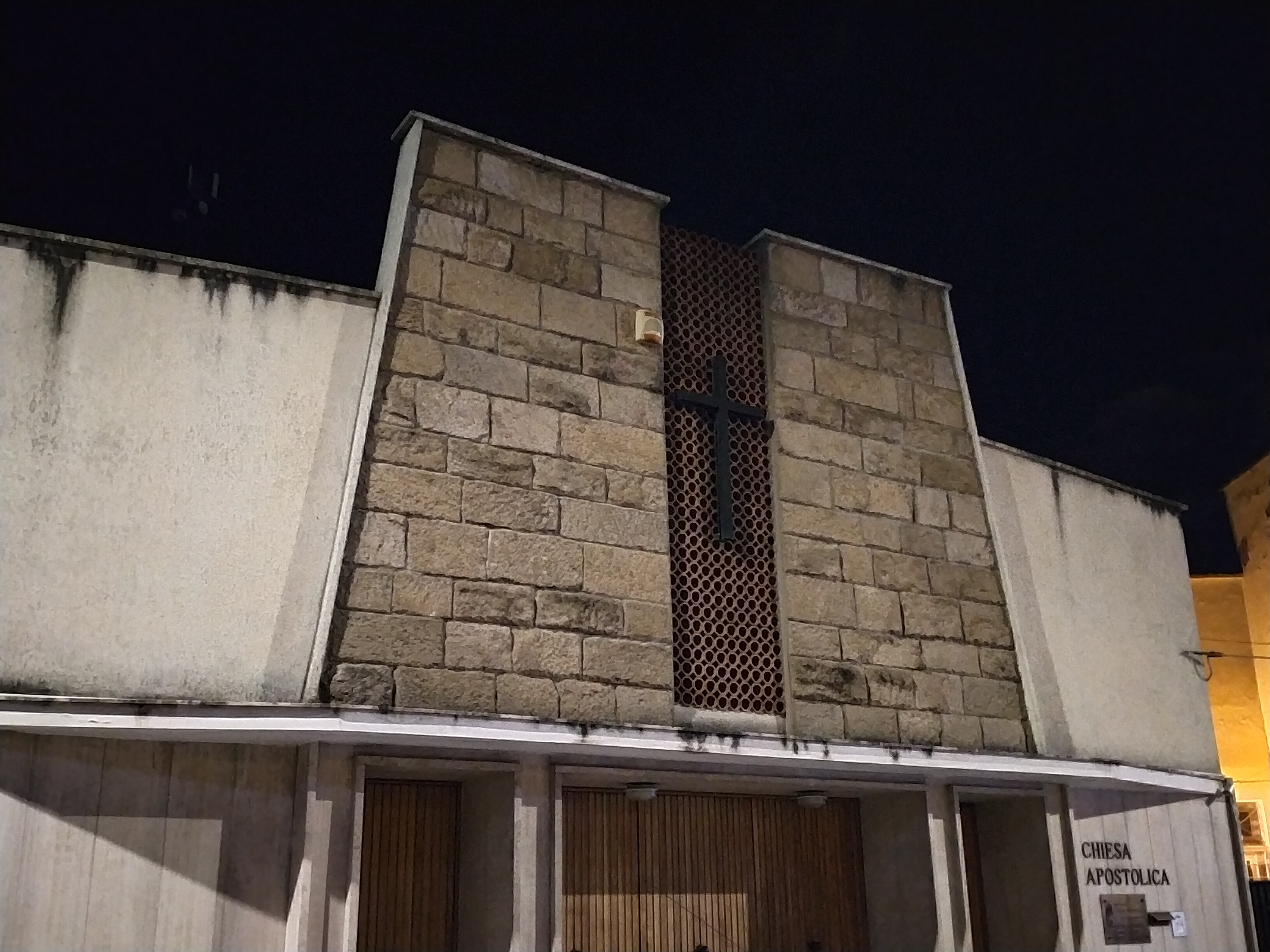
Chiesa Apostolica di Grosseto

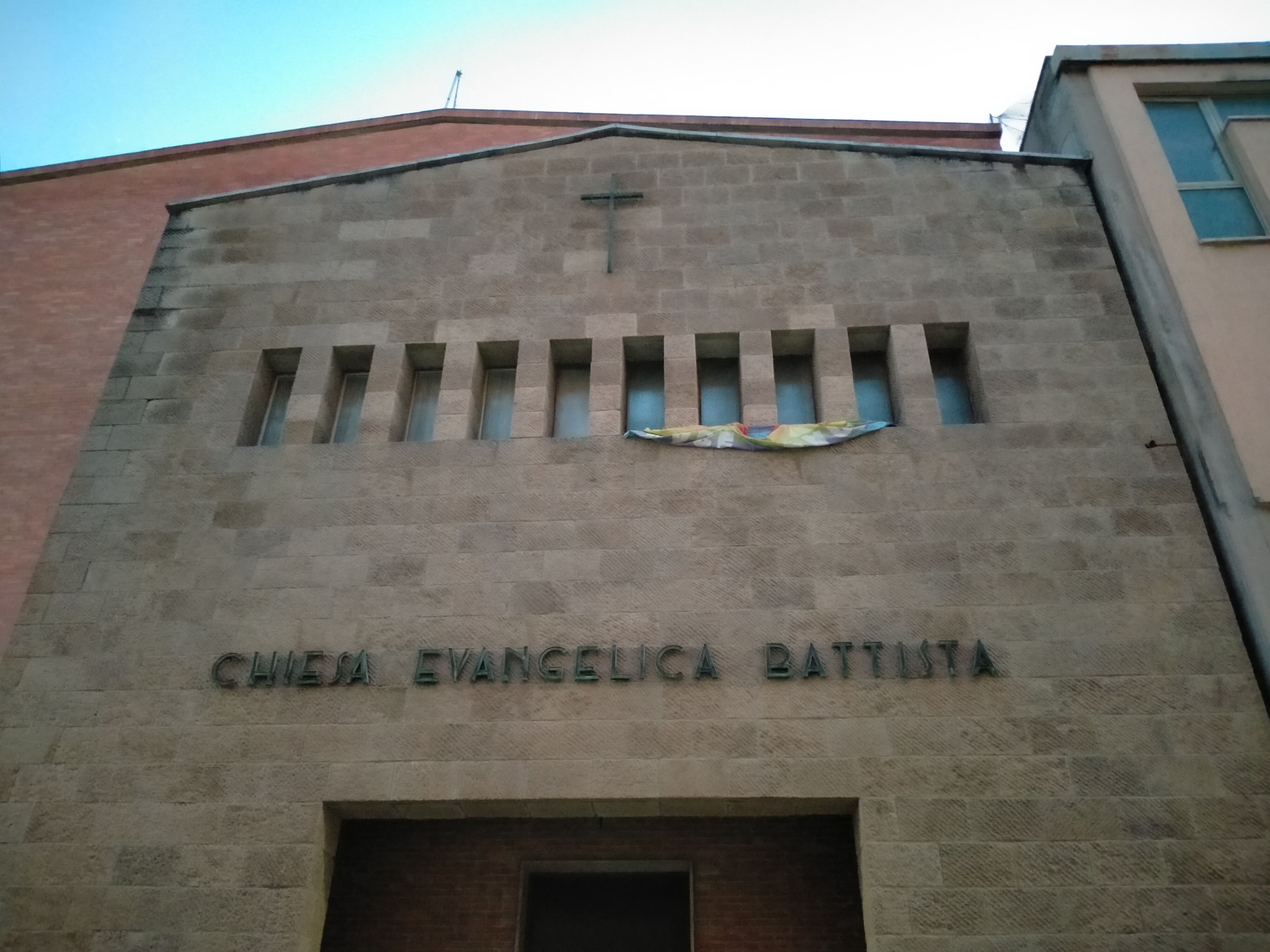
Chiesa Battista di Grosseto

- Chiesa apostolica, edificio di culto della chiesa apostolica, situato in via Cantore.
- Chiesa evangelica battista, edificio di culto della comunità battista, situato in via Piave. È curata attualmente dal pastore Luca Maria Negro. Il Centro nazionale della Chiesa evangelica pentecostale è situato in via del Commendone.
- Casa del Regno, situata nel quartiere Alberino, è l'edificio di culto di riferimento dei Testimoni di Geova.

## Siti archeologici
- Pieve di Santa Maria a Civita, nota anche come pieve di Santa Maria a Moscona, era la basilica paleocristiana di Roselle, situata all'interno del circuito delle mura poco a est del foro.
- Chiesa di San Silvestro, nota anche come Chiesa sul tempietto Augustales, è situata all'interno dell'area archeologica di Roselle sul lato meridionale del foro. Fu costruita su un preesistente tempio di culto pagano nel cuore dell'antica città etrusco-romana.
- Pieve di Santa Maria, nota anche come La Canonica, si trova sulle sponde collinari di Poggio Mosconcino nei pressi di tombe etrusco-romane, in prossimità dell'area archeologica di Roselle. La chiesa si trova all'esterno dell'antica città etrusco-romana, nell'area compresa tra l'area archeologica e il Tino di Moscona. Fino al 1138 era la Cattedrale di Roselle.

## Chiese scomparse

### Centro storico
- Pieve di Santa Maria, nota anche come chiesa di Santa Maria Assunta
- Chiesa di San Giorgio
- Chiesa di San Michele
- Chiesa di San Benedetto
- Chiesa di San Giovanni Decollato
- Chiesa di San Leonardo
- Chiesa di Santa Lucia
- Monastero della Santissima Annunziata
- Cappella di Santa Barbara a Porta Vecchia

### Fuori delle mura e aree rurali
- Cappella di Santa Maria delle Nevi
- Oratorio del Cappelletto
- Chiesa di Sant'Andrea
- Oratorio di San Guglielmo al Padule
- Chiesa di Sant'Antonio da Padova alla Trappola (Torre della Trappola)
- Chiesa di San Mamiliano a Tumolo nei dintorni della Torre della Trappola
- Chiesa di Caliano in località Campogaliano nei dintorni della Torre della Trappola
- Chiesa di Santa Lucia, alla sommità di Poggio Mosconcino presso Roselle
- Chiesa di San Bartolomeo a Montecurliano, presso l'omonimo insediamento perduto tra Roselle e Moscona

### Frazioni
- Oratorio di San Gherardo a Istia d'Ombrone
- Chiesa della Santissima Annunziata a Istia d'Ombrone
- Chiesa di San Donato a Istia d'Ombrone
- Chiesa di Santa Lucia a Batignano
- Oratorio di San Michele Arcangelo a Batignano
- Chiesa della Santissima Annunziata a Montepescali
- Chiesa di Santa Cecilia a Montepescali
- Chiesa di San Leonardo a Montepescali